# Vinko Glanz
Vinko Glanz [glánc], slovenski arhitekt, * 31. julij 1902, Kotor, Črna gora, † 20. februar 1977, Ljubljana.

## Življenje in delo
Po končanem študiju ladjedelstva v Zagrebu je prišel v seminar Jožeta Plečnika na Tehniško fakulteto v Ljubljani in tam leta 1927 diplomiral. Za Plečnika je med študijem risal posamezne nagrobnike na Žalah (npr. nagrobnik Korun). Najprej je bil zaposlen pri spomeniškovarstveni službi v Dubrovniku (1930-1941), pred napadom na Kraljevino Jugoslavijo pa je bil krajši čas arhitekt banske uprave v Ljubljani. Načrtoval je hotel Jugoslovanski kralj (danes hotel Slovenija) v Rogaški Slatini in modernistično poslopje gimnazije Vič. Za svakinjo F. K. je izdelal načrte za vilo v Šiški. Po osvoboditvi je bil od leta 1953 gradbeni svetnik pri Izvršnem svetu Socialistične republike Slovenije. Iz predvojnega obdobja je bolj znan samostojno izrisan nagrobnik ministru Gregorju Žerjavu in njegovi družini na Žalah, desetletje po vojni Trubarjev spomenik na Rašici. Oba spomenika kažeta Plečnikov vpliv. Izjemna stavba je ostala modernistična gimnazija na Viču v Ljubljani, načrtovana že v tridesetih letih.
Po vojni je načrtoval poslovno-stanovanjske bloke, občinsko stavbo v Novi Gorici (okrašeno s kipi svaka B. Kalina na pročelju), več reprezentančnih stavb na Brionih. Urejal je protokolarne objekte, med njimi Vilo Podrožnik. Njegova je ureditev spomeniškega kompleksa Gramozna jama, v Ljubljani; skupaj z Borisom Kalinom, ki je bil avtor kipa umirajočega talca. Leta 1951 je zasnoval spomenik Svobode v Šiški in nekaj drugih spomenikov NOB (Stari trg, Vrhnika). Leta 1958 je načrtoval in izvedel svoje najbolj znano delo, stavbo Ljudske skupščine (danes Državnega zbora Republike Slovenije) v Ljubljani. Slikarske dekoracije v objektu je dodal njegov sorodnik Slavko Pengov, portal sta kiparsko okrasila Karel Putrih in Zdenko Kalin. Bil je vodilni arhitekt prenove dvorca Brdo pri Kranju, vse od 1953 do 1961, ko so ga predelali v protokolarno rezidenco. Urejal je tudi parkovne površine ob dvorcu in vanje umestil parkovne kipe iz različnih virov, večinoma iz Vile Bled, ki jo je prav tako urejal kot arhitekt, že leta 1947. Leta 1963 je premišljeno dozidal Šeškov dom v Kočevju. V nekdanji telovadnici in kinodvorani je sedaj pokrajinski muzej.